# 中華人民共和国公安部長
中華人民共和国公安部長（簡体字：中华人民共和国公安部长、繁体字：中華人民共和國公安部長、英語：Minister of Public Security of the People's Republic of China）は、中華人民共和国公安部の長たる官職。

## 歴代公安部長
1. 羅瑞卿（1954年9月 – 1959年9月）
2. 謝富治（1959年9月 – 1970年6月）
3. 李震（1970年6月 – 1973年10月）
4. 華国鋒（1973年10月 – 1977年3月）
5. 趙蒼壁（1977年3月 – 1983年6月）
6. 劉復之（1983年6月 – 1985年9月）
7. 阮崇武（1985年9月 – 1987年4月）
8. 王芳（1987年4月 – 1990年12月）
9. 陶駟駒（1990年12月 – 1998年3月）
10. 賈春旺（1998年3月 – 2002年12月）
11. 周永康（2002年12月 – 2007年10月）
12. 孟建柱（2007年10月 – 2012年12月）
13. 郭声琨（2012年12月 – 2017年11月）
14. 趙克志（2017年11月 – 2022年6月）
15. 王小洪（2022年6月 – ）